# Société civile
Pour les articles homonymes, voir Société.
Cet article concerne l'auto-organisation de la société. Pour les statuts juridiques, voir Société civile (entreprise).
La société civile est une notion de science politique et de droit qui a acquis, au cours du temps, plusieurs acceptions. Il s'agit à la fois d'une catégorie d'idéologie civique d'origine anglo-saxonne et d'une notion juridique désignant en droit français une forme de société ou d'organisation dont l'objet, strictement civil, relève du droit civil et des juridictions civiles, contrairement aux sociétés commerciales et aux établissements publics et administratif.
Mise en avant par les grandes organisations internationales, comme l'ONU, la « société civile » désigne l'ensemble des associations à caractère non gouvernemental et à but non lucratif qui agissent comme groupes de pression pour influencer les politiques gouvernementales dans un sens favorable aux intérêts de ceux qu'elles représentent. Il s'agit donc de l'auto-organisation de la société, en dehors du ou parallèlement au cadre institutionnel politique, administratif ou commercial.

## Histoire du concept

### Chez Aristote et Cicéron
Selon l'historien des idées politiques Dominique Colas, la locution « societas civilis », avec le sens d'instance politique générale, apparaît pour la première fois dans un texte en latin de Philippe Mélanchthon, humaniste allemand et bras droit de Luther. Cette analyse est reprise ou confirmée par d'autres,. Cependant, elle renvoie à une réalité qui est déjà pointée par Aristote dans sa Politique, où le philosophe grec affirme qu'il existe une « société » (ou « association ») supérieure et plus large que les autres, qui est l'État (ou la cité) autrement dit la « société politique » (en grec : « koinônia politikè »).
La Politique est traduite par Leonardo Bruni au début du XVe siècle, qui reprend une formule de Cicéron, « societas civilis », qui apparaît dans De la République (Livre I, XXXII). Il y écrit : « Puisque la loi est le lien de la société civile, et que le droit donné par la loi est égal pour tous, il n'y a plus de droits dans une société dont les citoyens ne sont pas égaux. » La société civile est ici une société de citoyens, ce qui est bien le sens que l'on trouvait déjà chez Aristote pour qui il n'existait pas de société civile dans les États despotiques où tous les hommes sont comme traités en esclaves.

### Chez Hobbes et Rousseau
Ainsi dans les Loci Communes theologici (qui est traduit en français sous le titre La Somme de Théologie, en 1546), Mélanchthon reprend à son compte l'expression de Cicéron utilisée par Leonardo Bruni. Le terme se répand rapidement : on le trouve en latin chez Thomas Hobbes au XVIIe siècle. Il utilise le terme pour l'opposer à l'état de nature, où règne « bellum omnium contre omnes », la guerre de chacun contre tous. On trouve « société civile » dans les traductions françaises de Hobbes par Samuel Sorbière. Il insère l'expression dans la traduction du titre du De Cive de Hobbes, qu'il traduit en 1642 ainsi : Elemens philosophiques du citoyen, traicté politique, où les fondemens de la société civile sont descouverts, par Thomas Hobbes.
Jean-Jacques Rousseau, qui a lu Hobbes, hésite à nommer un de ses ouvrages De l’État ou De la Société civile ; il finit par opter pour Du contrat social. Il réutilise le terme en 1755, dans le Discours sur l'origine et les fondements de l'inégalité entre les hommes, où la « société civile » s'oppose à « l'état de nature ». La « société civile » comporte en elle-même un principe de malheur :

« Le premier qui, ayant enclos un terrain, s’avisa de dire : Ceci est à moi, et trouva des gens assez simples pour le croire, fut le vrai fondateur de la société civile. Que de crimes, de guerres, de meurtres, que de misères et d’horreurs n’eût point épargnés au genre humain celui qui, arrachant les pieux ou comblant le fossé, eût crié à ses semblables : Gardez-vous d’écouter cet imposteur ; vous êtes perdus, si vous oubliez que les fruits sont à tous, et que la terre n’est à personne. »

### Chez Hegel
George Friedrich Hegel va fortement lier la société civile aux échanges économiques au début du XIXe siècle. Il conçoit, dans La Philosophie du Droit, en 1820, la société moderne comme composée de trois niveaux : la famille, la société civile et l’État. La famille est destinée à élever des enfants qui la quitteront à leur majorité pour fonder une nouvelle famille. La société civile est le lieu des besoins satisfaits par le travail, donc elle est avant tout économique. L’État est un régulateur de l’ensemble par son organisation juridique et politique. La puissance publique garantit que la société civile et la famille existent. En effet, selon lui, si les individus étaient libres de poursuivre leur intérêt propre et la société civile de même, elle se dégraderait en état de nature, celui de la guerre de tous contre tous.
Il est à noter qu'il existe aussi pour Hegel une régulation par les corporations, c’est-à-dire par les métiers, les professions (par exemple les tailleurs ou les maçons) qui limitent la compétition entre les individus. L’expression souvent traduite en français par « société civile » est chez Hegel la suivante : « Die bürgerliche Gesellschaft » qu’on traduit parfois par « société civile bourgeoise ». En effet le « Bürger » ou « citoyen », l’habitant d’un « bourg », d’une « cité » est bien aussi quelque chose comme un « bourgeois » qui vise le bien-être par l’économie. Cette vision enclenche les critiques radicales de Marx.

Portrait par Allan Ramsay de Rousseau à Londres en 1766, conçu pour former un diptyque avec celui de Hume.

### Chez les philosophes anglais
Néanmoins, au XVIIIe siècle, l'auteur écossais Adam Ferguson écrit un ouvrage intitulé An Essay on the History of Civil society Histoire de la société civile (de 1767), qui pense la « société civile » comme liée à l’économie et en termes positifs, donc différemment de Hobbes ou de Rousseau. Il redoute néanmoins que le développement de la division du travail dans les sociétés modernes n'affaiblisse l'esprit civique.
À la fin du XXe siècle, sous l’influence notamment de Locke et de l'idéologie libérale anglaise, l'expression tend à évoluer et à désigner un ordre juridique informel garant des droits individuels et de la propriété privée, par opposition à l'État considéré comme oppresseur.

### Chez Tocqueville
Alexis de Tocqueville n'a pas beaucoup utilisé la formule « société civile » et il n'en donne pas une définition. Mais contrairement à Hegel et aux philosophes ou sociologues il ne cherche pas à élaborer un système cohérent. Néanmoins, il oppose la « société civile » et le « monde politique » comme on le voit dans cet extrait De la Démocratie en Amérique dans un chapitre sur la liberté de la presse aux États-Unis :

« La liberté de la presse ne fait pas seulement sentir son pouvoir sur les opinions politiques, mais encore sur toutes les opinions des hommes. Elle ne modifie pas seulement les lois, mais les mœurs. Dans une autre partie de cet ouvrage, je chercherai à déterminer le degré d’influence qu’a exercée la liberté de la presse sur la société civile aux États-Unis ; je tâcherai de discerner la direction qu’elle a donnée aux idées, les habitudes qu’elle a fait prendre à l’esprit et aux sentiments des Américains. En ce moment, je ne veux examiner que les effets produits par la liberté de la presse dans le monde politique. »

Le rapprochement que fait Tocqueville entre les mœurs, c'est-à-dire les habitudes socialement acceptées, et la société civile montre qu'il entend par là un domaine très vaste. Cependant, d'autres passages de Tocqueville semblent opposer la « société civile » et le « monde politique » ou le « gouvernement » quand il écrit par exemple :

« L'égalité peut s'établir dans la société civile, et ne point régner dans le monde politique. On peut avoir le droit de se livrer aux mêmes plaisirs, d'entrer dans les mêmes professions, de se rencontrer dans les mêmes lieux ; en un mot, de vivre de la même manière et de poursuivre la richesse par les mêmes moyens, sans prendre tous la même part au gouvernement. »

.
On peut donc imaginer une société où le gouvernement est monarchique mais où les sujets peuvent avoir une vie sociale qui leur permet d'obtenir les mêmes bénéfices, d'avoir accès aux mêmes fonctions, donc une « société civile » où règne l'égalité alors que le pouvoir politique est réparti de façon inégale.
Par ailleurs, la critique par Tocqueville de la centralisation politique en France ouvre la voie à une opposition entre l'État de type jacobin et la société civile. Un passage de ses Souvenirs va en ce sens :

« La vérité est, vérité déplorable, que le goût des fonctions publiques et le désir de vivre de l'impôt ne sont point chez nous une maladie particulière à un parti, c'est la grande et permanente infirmité de la nation elle-même ; c'est le produit combiné de la constitution démocratique de notre société civile et de la centralisation excessive de notre gouvernement ; c'est ce mal secret, qui a rongé tous les anciens pouvoirs et qui rongera de même tous les nouveaux. »

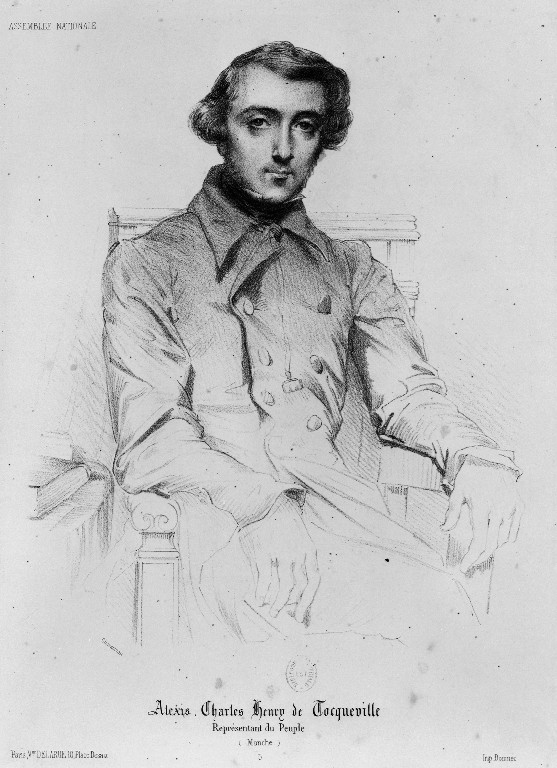
Alexis Charles Henry de Tocqueville, Représentant du Peuple, par Théodore Chassériau.

On peut donc dire de Tocqueville qu'il propose une critique libérale de l'État et du gouvernement en insistant sur le poids trop lourd qu'il aurait sur la « société civile ». On peut dire que Marx, pour d'autres raisons, va dans le même sens en critiquant pour la France le poids de l'État mais avec des conséquences radicalement différentes, puisqu'il prône la révolution contre l'État et l'instauration de la dictature du prolétariat.

### Chez Marx
Karl Marx a consacré en 1843 un long commentaire à la Philosophie du droit de Hegel qu’il entendait critiquer et réfuter ce qui le conduit à l’idée de classe sociale et de lutte des classes. À ses yeux, la « société civile » moderne est traversée par des antagonismes irréconciliables qui empêchent une organisation harmonieuse de l’économie et de la société. En effet, pour Marx, l’État que Hegel place au sommet de la société ne peut assurer une fonction de régulation sur les contradictions économiques.
Pour Marx, dans l’Idéologie Allemande, la « société civile » est la base de toutes les sociétés, c’est-à-dire qu’elles sont toutes fondées sur l’économie, sur le travail. Il veut donc procéder selon Dominique Colas à un « renversement » de Hegel : Marx attribue à l'encontre du philosophe la place fondatrice dans la société moderne à l'économie et il ne croit pas que la société puisse être régulée sans conflits majeurs. Comme le dit Marx en 1859 dans la Contribution à Critique de l'économie politique :

« Mes recherches aboutirent à ce résultat que les rapports juridiques - ainsi que les formes de l'État - ne peuvent être compris ni par eux-mêmes, ni par la prétendue évolution générale de l'esprit humain, mais qu'ils prennent au contraire leurs racines dans les conditions d'existence matérielles dont Hegel, à l'exemple des Anglais et des Français du XVIIIe siècle, comprend l'ensemble sous le nom de « société civile », et que l'anatomie de la société civile doit être cherchée à son tour dans l'économie politique ». »

La « société civile » est au fondement de toutes les phases de l'histoire : communisme primitif, esclavagisme, féodalisme, capitalisme. Mais il y a une histoire de la société civile et à une certaine étape de l’histoire humaine, à la fin du communisme primitif, l’État va se distinguer progressivement de l’ensemble de la société : l’État devient un organe au-dessus de la société civile. Donc, alors que pour Hegel cette dernière est rendue possible par l’État pour Marx c’est la société civile qui conditionne l’État : elle est l’infrastructure de la société. Pour Marx c’est le principe même du matérialisme historique : l’économie commande à la politique et à l’idéologie.
Mais l’État peut même se tourner contre la société civile : c’est de cette façon que Marx analyse la Commune de Paris en 1871. L’État bonapartiste, celui de Napoléon III, a enserré la société comme un boas qui enserre sa victime. Il est un parasite. Et la Commune de Paris est une révolte de la société contre l’État qui la menace.
Dès lors se crée une tradition intellectuelle où l'État est considéré comme un effet dérivé de la société civile laquelle est valorisée comme la base de la vie humaine dont l'essentiel est le travail.

### Depuis leXXesiècleet au début duXXIesiècle
Au début du XXIe siècle la société civile se trouve ainsi définie par le professeur John Keane comme « un ensemble complexe et dynamique d'institutions non gouvernementales, protégées par la loi qui tendent à être non violentes, auto-organisées, auto-contrôlées et qui sont en tension permanente chacune avec les autres et avec les institutions gouvernementales qui encadrent, restreignent et rendent capables leurs activités ». Une pétition, une grève, une manifestation peuvent être présentées comme des signes de l'existence de la société civile. Aussi l'on peut estimer que le « totalitarisme » en supprimant les libertés fondamentales est une forme d'écrasement de la « société civile » par le pouvoir politique.
Dans le dernier quart du XXe siècle, plusieurs ouvrages académiques utilisent ou analysent la notion de « société civile ». Ainsi, Bertrand Badie et Pierre Birnbaum dans leur Sociologie de l'État (Grasset, 1979) utilisent le couple « État » et « société civile » pour dresser une typologie des États : la France a ainsi un État fort et une société civile faible. Dans La Société civile publié en 1986 par le Centre universitaire de recherches administratives et politiques d'Amiens, un groupe de chercheurs traite de différents aspects de la notion. Dominique Colas dans Le Glaive et le fléau. Généalogie de la Société civile et du fanatisme (Grasset, 1991) présente le fanatisme comme une entreprise visant à détruire la société civile pour instaurer sur terre le Royaume de Dieu ou son équivalent laïc. En 1992, Jean Louise Cohen (en), professeur à l'Université de Columbia à New York, et son collègue Andrew Arato (en), ont publié un ouvrage monumental : Civil Society and Political Theory (MIT, 1992). En 2004 le professeur au Collège de France, Pierre Rosanvallon publie, Le modèle politique français. La société civile contre le jacobinisme, de 1789 à nos jours qui montre la force de la société civile en France.
À cette période, en France, la notion de société civile est utilisée par des courants politiques et intellectuels proches de l'autogestion, ainsi que par des théoriciens du totalitarisme qui voient dans ce dernier un écrasement de la société civile par l'État. Des auteurs soulignent l'importance de la lutte de la société civile contre l'État communiste en Europe de l'Est à partir des années 1970-1980, par exemple de Solidarność en Pologne.

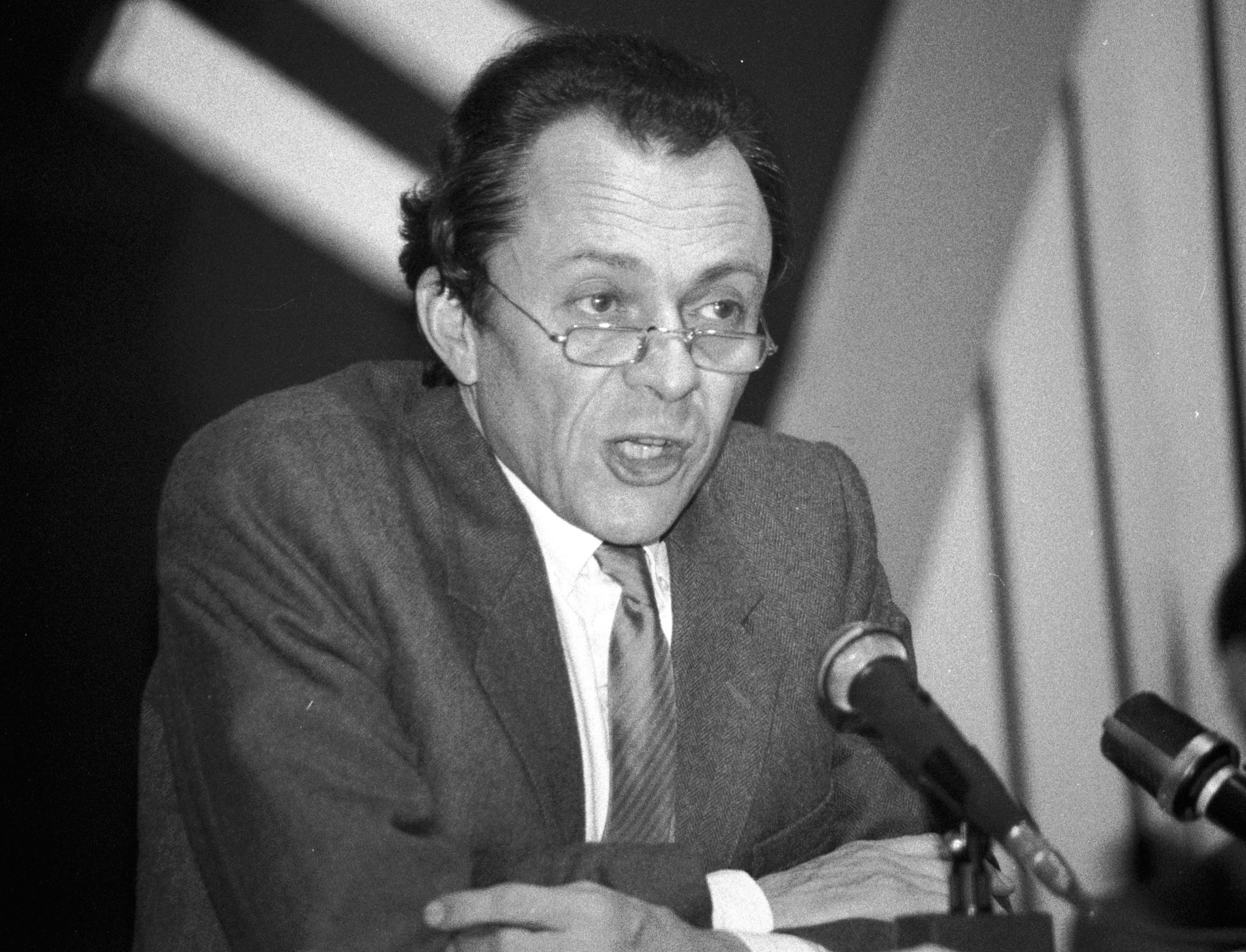
Michel Rocard en 1981.

On peut relever la proximité de l'homme politique Michel Rocard et du sociologue Alain Touraine. Rocard, devenu premier ministre de François Mitterrand en juin 1988, demande explicitement à ses ministres de tenir compte des avis de la société civile. L'homme politique et le sociologue s'inscrivent dans le courant dit de la « deuxième gauche » : ces socialistes ou proches du parti socialiste ne valorisent pas le rôle de l'État mais s'intéressent beaucoup aux mouvements sociaux comme ceux liés au féminisme ou à l'auto-organisation de la société et se distinguent nettement de ceux des socialistes qui, comme François Mitterrand, ont prôné les nationalisations. Lors de la grève de 1995, Alain Touraine ne soutient pas les grévistes, contrairement à son collègue Pierre Bourdieu. Il reviendra sur leur opposition dans un entretien en 2015 :

« En une demi-journée, à l'hiver 1995, lorsqu'il [Bourdieu] est allé soutenir les cheminots en grève à la gare de Lyon. Il est devenu le « sociologue du peuple ». Au même moment, j'étais violemment agressé par certains de ses amis pour avoir pris une position différente dans ce conflit. […] Plus récemment, P. Bourdieu est devenu l'une des références de la lutte antimondialisation. Ses positions à l'époque sont des positions qui peuvent être qualifiées de « hégéliennes », ou politiquement, proche de Chevénement. La société civile est assimilée au marché, au règne de l'argent et suspectée d'être toujours asservie aux intérêts individuels. L'État est vu comme le seul garant de l'universel, de l'intérêt général. Il faut donc défendre le secteur public, la République, les fonctionnaires. »

Ainsi, pour Touraine, l'opposition à État par la société civile est nécessaire. Il procède à une valorisation relative de la société civile. Il la présente ainsi en 2015 :

« Admettons que le corps social se compose de trois organes principaux : l'État ; la société dite "civile" et les moyens d'intervention et de contrôle du premier sur la seconde, par les impôts, l'éducation, la Sécu, les grands équipements, etc.. »

On pourrait donc dire que l'attitude à l'égard de la place de la société civile dans la société a une portée politique. En témoignent les regrets a posteriori de Jacques Julliard. Cet universitaire et éditorialiste, qui fut un des théoriciens de la « deuxième gauche », regrette en 2010 d'avoir, avec ses amis, trop valorisé la société civile, ce qui a laissé ouvert le champ aux doctrines néo-libérales qui veulent réduire à l'extrême le rôle de l'État dans la société.

« […] le primat de la société civile qui a été durant des années notre marque de fabrique et notre mot de ralliement, ne sert plus depuis longtemps à faire avancer nos idées. Il ne sert plus la démocratie ouvrière. Il ne sert plus les idées libertaires et autogestionnaires qui sont les nôtres. C’est un fait que l’on peut regretter : il sert le capitalisme financier pour faire ses affaires ; pour s’exempter de toute responsabilité ; pour échapper à toute contrainte éthique ; à tout impératif d’intérêt général ; à toute mobilisation populaire ; à toute avancée sociale. Voilà à quoi a servi, pour l’essentiel, l’autonomisation de l’économique et du social par rapport au politique. Les socialistes libéraux ont fait, à leurs corps défendant, la courte échelle aux libéraux sociaux. »

Mais la critique de Jacques Julliard sur l'usage trop accentué de "société civile" ne met pas un terme à l'usage de la référence à la société civile comme une preuve de pertinence et de valeur pour des dirigeants occupant une fonction politique, président, ministre ou député et qui ne sont pas des professionnels de la politique.
Il faut aussi noter la prolifération de la formule depuis les années 1980 en français, espagnol, anglais, allemand ou italien mais aussi en arabe, si bien que comme beaucoup de mots du vocabulaire politique, il peut à la fois avoir un sens rigoureux ou recouvrir des connotations très diverses et vagues. Dès le début des années 1990, le politiste Dominique Colas assimilait l'expression « société civile » à « l’étiquette de toutes sortes de marchandises » qui « forme un lieu commun où les commodités d’un mot de passe permettent de se parler sans savoir ce que l’on dit, ce qui évite de trop se disputer ».

## Implication politique

### Des années 1980 aux années 2010
Dans le vocabulaire politique français depuis les années 1980 le terme « société civile » se comprend par opposition avec « professionnels de la politique ». Ainsi, quand l'homme d'affaires Bernard Tapie devient en 1992 sous la présidence de François Mitterrand ministre de la ville dans le gouvernement de Pierre Bérégovoy il est apparu comme issu de la « société civile ».
Même volonté chez Jean-Pierre Raffarin, premier ministre de Jacques Chirac : en mai 2002, il nomme le professeur de philosophie Luc Ferry ministre de la Jeunesse, de l'Éducation et de la recherche, l'ancien PDG d'Usinor-Sacilor, Francis Mer, ministre de l’économie, des finances et l’industrie et Jean-Jacques Aillagon, l'ancien directeur du Centre Pompidou, Ministre de la Culture, tandis que la cosmonaute Claudie Haigneré devient ministre déléguée à la Recherche et aux nouvelles technologies. Tous, sauf cette dernière, perdront leur poste en avril 2004. Raffarin avait aussi dans son gouvernement et majoritairement des ministres professionnels de la politique comme Nicolas Sarkozy ou François Fillon.
Le recours à des ministres issus de la « société civile » semble correspondre au désir de recourir à des compétences affirmées dans l’exercice d’une profession et à la méfiance des citoyens à l’égard des hommes politiques.

### Depuis les années 2010
La société civile effectue un retour sur la scène publique avec l'élection présidentielle française de 2017 qui voit l’élection d’Emmanuel Macron. Le candidat Macron avait valorisé l'implication de la société civile dans la perspective d'une ouverture de la politique françaises. Plusieurs ministres du gouvernement n'ont ainsi jamais exercé de fonctions politiques, tels que Jean-Michel Blanquer, Agnès Buzyn, Françoise Nyssen, etc. On y trouve également le créateur de la Fondation Ushuaïa, Nicolas Hulot, devenu à cette occasion Ministre de la transition écologique et solidaire. Au total, la moitié des ministres ne sont pas des professionnels de la politique.
Le mouvement créé par Emmanuel Macron « En Marche », devenu La République en marche (LREM), parti politique, fait entrer à l’Assemblée nationale un très grand nombre de députés qui n’ont pas eu de carrière politique antérieure, tels que médecins, dirigeants d’entreprises, avocats, etc. Toutefois, le journal Le Monde remarque que le terme de société civile a été appliqué à tort, plusieurs centaines de députés macronistes ayant déjà occupé des fonctions politiques au niveau local. Le journal conclut ainsi que « […] les élus de La République en marche (LREM) n’ont finalement fait qu’un tout petit pas vers la représentation d’une « société civile » engagée, avec 15 % de ses troupes ayant goûté à l’intérêt collectif dans une association, une fédération, un syndicat ou toute autre instance représentative ». Le macronisme n'a ainsi pas propulsé des membres de la société civile définie négativement (absence d’engagement politique), mais a envoyé des membres de la société civile définie positivement (par un engagement citoyen). Cela conduit le quotidien du soir à écrire que « l'Hémicycle, s'est rajeuni, féminisé et "société-civilisé" ».

## En droit français
En français, la locution « société civile » désigne une société (société civile professionnelle, société civile immobilière) dont l'objet n'est pas commercial mais civil. De ce fait ces sociétés relèvent du Code civil et des juridictions civiles (Tribunal de grande instance) et pas du Code de commerce et des tribunaux de commerce. On peut citer les sociétés civiles immobilières (SCI), professionnelles (SCP), d'exploitation agricole (SCEA), des auteurs multimédia (SCAM), des auteurs, réalisateurs et producteurs (SCARP), d'artistes et musiciens interprêts (SCADAAM), etc.

## Société civile et ONG
La définition de la société civile comme constituée par les ONG (organisations non gouvernementales) et OSC (organisations de la société civile) ne va pas sans poser de problème. Les ONG sont très diverses par leur objet, leur taille et leur financement. Certaines apparaissent comme des institutions nécessaires à l’État, tandis que d’autres sont critiques à son égard. Dans un pays comme la France, les associations sont très nombreuses et très diverses et beaucoup bénéficient de subventions de l'État ou d'une collectivité locale. On peut retenir trois exemples. La Croix Rouge Française est une organisation très large avec des bâtiments, des véhicules, des salariés, et des bénévoles, qui est étroitement associée à l’État puisque par exemple elle intervient lors d’accidents ou d’attentats (l’attaque terroriste contre les spectateurs du Bataclan par exemple). Elle remplit ainsi des missions de service public, dont certaines sont rémunérées. Elle reçoit plus de subventions que de dons. En 2013, les subventions se sont élevées à 185 000 K Euros et les dons à 87 000 K Euros, tandis que les produits de ses activités s'élevaient à 820 000 K Euros.
Autre exemple : les syndicats. Ils contribuent à la défense des salariés mais sont aussi associés comme partenaires au patronat et au gouvernement. Depuis la loi du 5 mars 2014 qui a créé un Fonds pour le financement du dialogue social ils bénéficient (comme les organisations patronales) de fonds dont une partie vient d’une taxe collectée sur les salaires et une autre d’une subvention de l’État et ainsi en la CGT a reçu 17, 6 millions d'Euros, la CFDT 17,3 et le MEDEF, 11,4.
Dernier exemple d’une organisation très petite mais très active : le GISTI (le Groupe d’information et de soutien des immigrés). Comme les autres organisations de cette liste il ne s’agit pas d’une organisation à but lucratif ni d’une partie de l’appareil d’État. Et même le GISTI est engagé dans de nombreuses mises en cause des gouvernements au nom des valeurs et des groupes qu’il défend mais 20 % de ses revenus viennent de subventions publiques, (du Ministère de l’emploi et de la solidarité, de la Région Ile-de-france, de l’ACSE). On pourrait donc dire que bien que qualifiés d’ONG ses organisations sont largement financièrement dépendantes de l’État. Cependant, en France, la plupart des ONG ont le statut d’association 1901 et ne sont pas des éléments de l’appareil d’État, même si la frontière entre l’État et elles n’est pas facile à définir nettement.[réf. nécessaire]
Ce n’est pas le cas dans toutes les sociétés et on comprend donc l’existence, en anglais, d’un sigle spécial les GONGO, un terme contradictoire qui veut dire « Government-Organized Non-Governmental Organization » ce qui en français signifie : Organisation Non Gouvernementale Organisée par le Gouvernement. Ce type de terme pourrait servir à désigner des organisations qui comme la Croix-Rouge chinoise sont (à la différence de la Croix Rouge française) entièrement contrôlées par l’État.
Il reste que les critères permettant de caractériser une ONG peuvent donner lieu à discussion. On pourrait poser la question à propos des Églises dont la séparation avec l’État est inscrite dans la loi en France mais qui sont dans certains pays financés par des impôts collectés par l’État.

## Société civile et organisations internationales

### Définitions de la société civile par l'ONU et la Banque mondiale
L'Organisation des Nations unies propose une définition de la société civile qui la définit comme « le "troisième secteur" de la société, aux côtés du gouvernement et du monde des affaires. Elle comprend des organisations de la société civile et les organisations non gouvernementales ». L'ONU adopte une position optimiste et positive à l'égard de la société civile, considérant qu'elle peut faire progresser les idéaux de l'Organisation.
Ce soutien s'exprime pratiquement : l'ONU a institutionnalisé son travail avec les ONG de société civile. Il existe une section des relations avec les ONG qui regroupe 1 300 ONG selon le chiffre donné en 2017 et aussi un service de liaison avec les ONG.
La Banque mondiale propose une définition alternative. Elle reconnaît que le terme, flou, « désigne le large éventail d'organisations non gouvernementales et à but non lucratif qui animent la vie publique, et défendent les intérêts et les valeurs de leurs membres ou autres, basés sur des considérations d'ordre éthique, culturel, politique, scientifique, religieux ou philanthropique […] Le terme […] fait donc référence à [des] groupements communautaires, organisations non gouvernementales (ONG), syndicats, organisations de populations autochtones, organisations caritatives, organismes confessionnels, associations professionnelles et fondations privées ».

### La société civile et les missions des organisations internationales
En 2016, l'OTAN décrivait le rôle de son représentant majeur en Afghanistan, le Chef de la représentation civile en Afghanistan (en) comme responsable des relations avec le gouvernement, la société civile, les pays voisins et les représentants de la communauté internationale. La société civile apparaît ainsi comme un partenaire de l'OTAN. Cette dernière se félicitait en 2012 du rôle de la société civile pour promouvoir les femmes en Afghanistan et au Kosovo.
La Banque africaine de développement (BAD) considère qu'elle conduit une « coopération » avec la société civile depuis les années 1990. Dans un document de 1999 la BAD insistait sur le rôle de la société civile dans le développement économique, considérant que « ce collectif social qui comprend les ONG ne se limite toutefois pas à ces dernières et englobe les organisations populaires, les syndicats, les associations de droits de l’homme, les groupes religieux, les organisations communautaires, les associations de défense des politiques, les associations d’hommes d’affaires et de professions libérales, etc. Opérant dans le domaine dénommé « Espace de la société civile », ce collectif est généralement désigné sous le nom d'organisations de société civile (OSC). À l’instar des institutions multilatérales sœurs de financement, la Banque africaine de développement reconnaît l’importance de ces organisations dans la réalisation du développement durable. Dans la déclaration faite en 1999 sur sa Vision et à d’autres occasions, la Banque a clairement exprimé son adhésion à l’approche participative ainsi que son engagement effectif envers la société civile comme instrument responsable et prometteur du développement ».
La Banque africaine de développement organise des forums qui réunissent des dizaines de représentant de la société civile. Celui de 2015 tenu à Abidjan en Côte d'Ivoire avait pour objet de « renforcer la transparence et la redevabilité dans les politiques et programmes de la Banque : le rôle des OSC ».

### La société civile pour l'Union Européenne
La société civile est avant tout la totalité des citoyens d'une commune, d'une région, d'un État-nation ou, maintenant, de l'Union européenne. Toutefois, dans la pratique, ceux-ci n'agissent pas individuellement mais dans le cadre associatif. Une telle association peut être considérée représentative à condition qu'elle ait été constituée sur la base de la volonté et des propres intérêts des citoyens se déclarant formellement et juridiquement membres de l'association.
Le Livre Blanc de la gouvernance de l'Union européenne définit la société civile comme une organisation « [qui] regroupe notamment les organisations syndicales et patronales (les « partenaires sociaux »), les organisations non gouvernementales (ONG), les associations professionnelles, les organisations caritatives, les organisations de base, les organisations qui impliquent les citoyens dans la vie locale et municipale, avec une contribution spécifique des Églises et communautés religieuses ».
Il y a dans cette conception le risque d'une certaine confusion entre la société comme ensemble des citoyens et des organisations censées représenter leur volonté, surtout quand certaines d'entre elles prétendent incarner l'ensemble des citoyens et s'attribuent ainsi une légitimité de représentant de « la » société civile en général.
Pour qu'une telle association ou organisation soit en effet une partie active et l'expression de la volonté de citoyens, il s'avère nécessaire que les associations formant la société civile disposent d'une structure et d'une forme d'action intérieure tout à fait démocratiques. Ces nécessités excluent par conséquent des organisations qui ont été constituées par l'État, l'économie ou des églises.
D'après le projet du Traité constitutionnel de l'UE, (Traité de Rome II de 2004) article I-47 Principe de la démocratie participative, la société civile européenne, donc la totalité des citoyens européens, joue un rôle principal comme l'acteur de la démocratie participative : « Les institutions de l’Union entretiennent un dialogue ouvert, transparent et régulier avec les associations représentatives et la société civile ». La formule est reprise à l'identique dans le Traité de Lisbonne de 2007 à l'article 8 B.

## Société civile mondiale

### Société civile et coopération diplomatique
La multiplication d'instances de société civile au niveau national (la Guinée dispose par exemple d'un Conseil national des Organisations de la société civile guinéenne, Cnosc) mène à penser à la possibilité d'une société civile mondiale. Cette piste, qui conduirait à la coopération entre la puissance publique et des organisations de société civile au niveau international, est explorée par un Document d'orientation politique relatif au partenariat entre le Ministère des Affaires étrangères et du développement international et la société civile remis au ministre Jean-Marc Ayrault.

### Société civile et défense des droits
Jean-Marc Ayrault affirmait en mars 2016, à Tunis que : « La société civile tunisienne, [est le ] meilleur défenseur de la révolution ». La révolution est celle qui a la chute de Ben Ali, à la suite de laquelle plusieurs observateurs pensent qu'il y a eu un développement de la société civile en Tunisie. Le Comité catholique contre la faim, début 2012, estimait même qu'on y assistait à un « bouillonnement de la société civile ».
Renforcer la société civile serait une façon de renforcer les sociétés. Ce point de vue est défendu par le président Barack Obama le 21 novembre 2015 lors d'un voyage en Malaisie à l'occasion d'une table ronde de la société civile. Il considère que le renforcement de la société civile permet la création d'un contre-pouvoir face aux États. Il soutient que « si la société civile est forte, on a un gouvernement qui est plus responsable, et qui bénéficie des idées et des vues de plusieurs types de citoyens ». Cette vision défendue par le président américain n'est pas seulement ponctuelle mais elle s'inscrit dans une valorisation d'ensemble de la « société civile » et de son rôle aux États-Unis.

### Civilité globale
L'intensification des échanges entre sociétés civiles nationales mènent à réfléchit à la constitution d'une société civile mondiale. Jürgen Habermas pense par exemple un espace public mondial, qui permettrait aux sociétés civiles de s'exprimer et d'interagir.
L'idée de société civile mondiale fixe un objectif à l'action humaine et un but à atteindre idéalement. Il a donc un aspect normatif. Comme l'écrit Mary Kaldor dans une revue crée à l'Université catholique de Louvain, Recherches sociologiques et anthropologiques : « Le principal aspect normatif de l’idée de société civile mondiale réside plutôt dans la croyance qu’une conversation sincère et libre, un dialogue critique et rationnel, favoriseront le développement d’une forme plus humaine de gouvernance mondiale ». L'UNESCO a consacré en juin 2001 une de ses publications, Le Courrier de la Planète, entièrement au thème de la « société civile mondiale » dont le titre de la publication annonçait « la montée en puissance ».

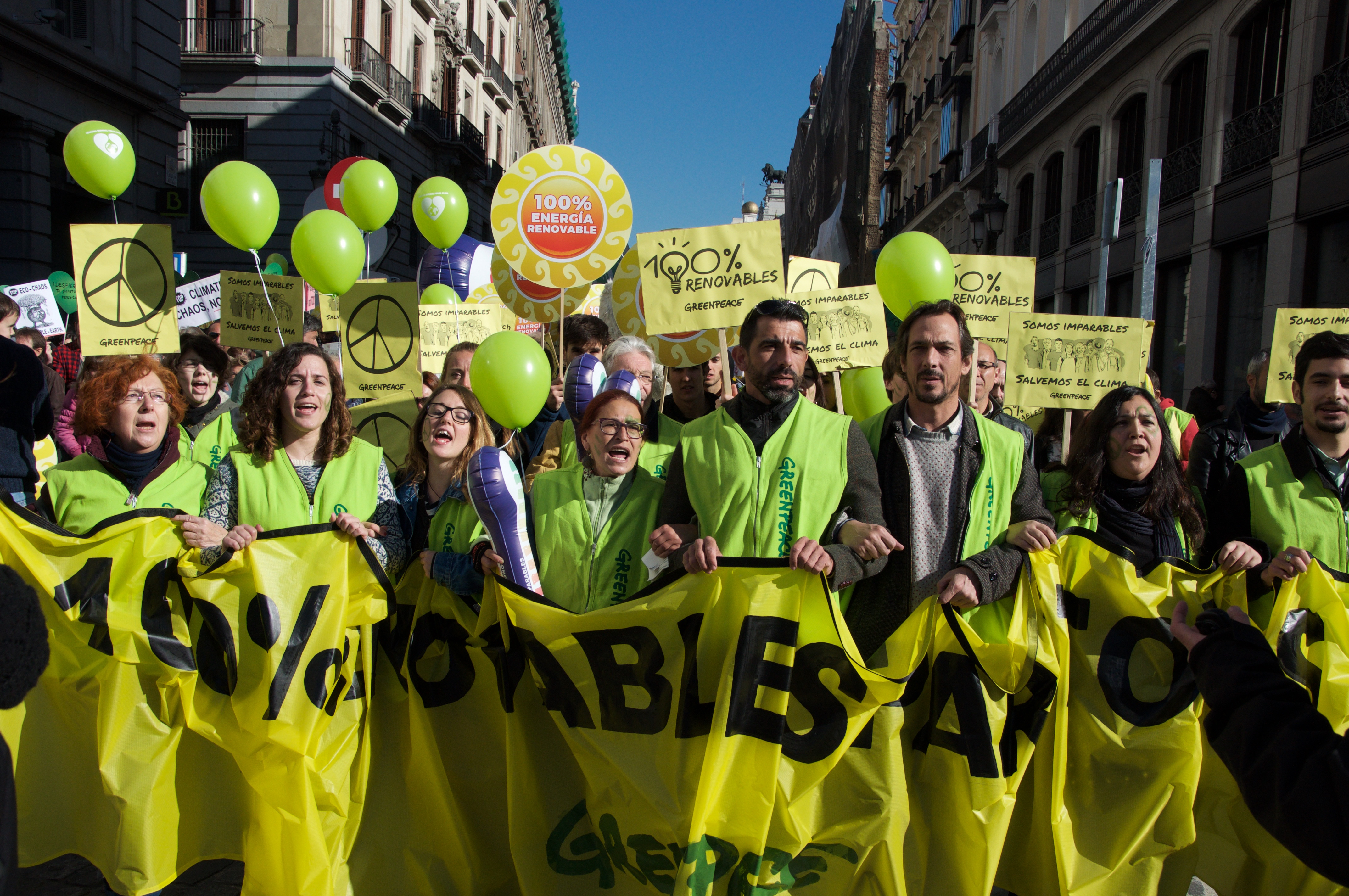
Militants de Greenpeace manifestant à Madrid à la veille de l'ouverture de la COP21 à Paris

En 2015, plusieurs médias et ONG ont souligné le rôle de la société civile dans la préparation et la tenue de la COP21,,. Mais le retrait des États-Unis de l'accord par le président Donald Trump de l'accord de Paris semble montrer la fragilité de la société civile globale. Ce qui semblerait légitimer la vision de certains pour qui le domaine des relations internationales serait celui que décrivait Hobbes, par opposition à la « société civile », celui de l'état de nature où « l'homme est un loup pour l'homme ».

## Critiques de la notion
La notion de société civile n'est pas exempte de reproches. Des critiques se font jour pour dénoncer une expression fourre-tout qui viderait peu à peu l'idéal démocratique du vote du citoyen. La mise en avant de la société civile peut aussi être vue comme une remise en cause du système démocratique reposant sur les États-nations, comme c'est le cas en France,.

#### Ouvrage de synthèse
- Gautier Pirotte, La notion de société civile, Ed. La Découverte, Paris, 2007,  (ISBN 978-2-7071-4694-6)

#### Ouvrages présentant la notion sous une perspective historique
- Dominique Colas, Le Glaive et le fléau : Généalogie de la société civile et du fanatisme, Ed. Grasse, Paris, 1992,  (ISBN 2246453313)
- Pierre Rosanvallon, Le modèle politique français. La société civile contre le jacobinisme, de 1789 à nos jours, Paris, Seuil, 2004

#### Ouvrages classiques sur Internet
- Adam Ferguson, An Essay on the History of Civil Society, traduction française par P. Vieu, ENS Lyon, 2013
- Aristote, La Politique, trad. Saint-Hilaire
- Hobbes : Elemens philosophiques du citoyen, traicté politique, où les fondemens de la société civile sont descouverts, par Thomas Hobbes, et traduicts en françois par un de ses amis Amsterdam, Jean Blaeu, 1649, consultable sur Google Livres
- Rousseau, Jean-Jacques, Discours sur l'origine et les fondements de l'inégalité entre les hommes